# Bradleyella chlorocalla
Bradleyella chlorocalla är en fjärilsart som beskrevs av Walsingham 1907. Bradleyella chlorocalla ingår i släktet Bradleyella och familjen vecklare. Inga underarter finns listade i Catalogue of Life.